# アロマ・ライト
アロマ・ライト（Aloma Wright, 1950年5月10日 - ）は、アメリカ合衆国出身の女優。

## 来歴
本名アロマ・レズリー・ライト（Aloma Lesley Wright）。ニューヨーク生まれ。

## 主な出演作品

### 映画
- Mr.ディーズ Mr. Deeds (2002)
- チアーズ! Bring It On (2000)

### テレビ
- SUITS/スーツ SUITS (2015-2019)
- The Guest Book The Guest Book (2017)
- The Soul Man The Soul Man (2015-2016)
- デイズ・オブ・アワ・ライヴス Days of Our Lives (2008-2015)
- Scrubs〜恋のお騒がせ病棟 Scrubs (2001-2009)
- NYPDブルー NYPD Blue (2004)
- プライベート・プラクティス 迷えるオトナたち Private Practice (2012-2013)
- パワーレンジャー・イン・スペース パワーレンジャー・イン・スペース (1998)
- NCIS 〜ネイビー犯罪捜査班　シーズン3 23話 エセル・ワシントン役 (2006)